# Mattiastrum paphlagonicum
Mattiastrum paphlagonicum är en strävbladig växtart som beskrevs av Joseph Friedrich Nicolaus Bornmüller. Mattiastrum paphlagonicum ingår i släktet Mattiastrum och familjen strävbladiga växter. Inga underarter finns listade i Catalogue of Life.